# Sloní muž (film)
Sloní muž je americké filmové drama z roku 1980 režiséra Davida Lynche. Děj filmu je postaven na reálné postavě Josepha Merricka, deformovaném muži žijícím ve viktoriánském Londýně. Josepha Merricka (ve filmu nazývaném John) si zahrál John Hurt a v roli lékaře sira Fredericka Trevese (na základě jehož knihy - a knihy Ashleyho Montagu byl vytvořen scénář) se objevil Anthony Hopkins.
Děj je stylizovaný tak, aby poukázal na předpojatost proti „jiným“ lidem, jako byl právě Merrick, ve společnosti a vyzývá k akceptování takovýchto odlišností. Oproti reálným základům příběhu se v některých případech děj odchyluje k fikci.
Tento černobílý expresionisticky laděný snímek získal vysokou popularitu jak u odborné kritiky, byl nominován na Oscara i v kategorii nejlepší film, tak u diváků a přinesl komerční úspěch.

## Herecké obsazení
| Anthony Hopkins  | Frederick Treves (lékař)            |
| John Hurt        | Joseph Merrick (Sloní muž)          |
| Freddie Jones    | Bytes (majitel kabinetu kuriozit)   |
| John Gielgud     | Mr. Carr-Gomm (ředitel nemocnice)   |
| Anne Bancroftová | Madge Kendalová (divadelní herečka) |
| Michael Elphick  | zřízenec nemocnice                  |

## Děj
Doktor Frederick Treves se zajímá o stvoření známé pod přezdívkou Sloní muž, kterého ukazuje majitel pouťového kabinetu kuriozit jako atrakci a vydělává na něm peníze. Treves se domluví s Bytesem (majitelem kabinetu), že za úplatek Sloního muže vyšetří. Bytes souhlasí a dr. Treves pošle poté pro Merricka drožku. Sloní muž - Joseph Merrick má velmi znetvořené tělo i obličej. Treves jej představí ostatním lékařům a popisuje jeho postižení. Nikdo z přítomných ještě nikdy neviděl něco podobného. Treves popisuje pouze jeho fyzický stav a když se jej po přednášce zeptá jeden z kolegů na Merrickův stav, odvětí:
„Je imbecilní, dej bůh, aby byl.“
Míní tím to, že pokud by pan Merrick nebyl po psychické stránce deprivován, musel by prožívat neskutečné utrpení. Později vyjde najevo, že pan Merrick není mentálně postižen.
Kočár odváží Merricka zpět do kabinetu, kde jej Bytes surově zmlátí. Merrick je jeho „majetkem“, vydělává na něm spoustu peněz a nechce o něj přijít. Malý hoch, který je bití přítomen, utíká pro Trevese, jenž se okamžitě dostaví a odváží jej do nemocnice. Bytes se tomu snaží zabránit, ale doktor má pádné argumenty. V nemocnici se o Josepha stará jak doktor Treves, tak i personál a Merrick se rychle zotavuje. Dokáže mluvit i číst. Je představen řediteli nemocnice panu Carr-Gommovi, který má zpočátku námitky proti setrvání pacienta v nemocnici, ale nakonec souhlasí s pobytem. Bytes si jde do nemocnice pro svého Sloního muže, kterého si nárokuje, ale Treves s Carr-Gommem ho odmítnou vydat. Informace o péči o osobu nebohého pana Merricka se dostanou do kuloárů londýnské smetánky a spousta aristokratů jej začne navštěvovat, i za přispění dr. Trevese. Ačkoli má doktor jisté pochyby, zdá se nechová stejně jako Bytes, když jej nechá představovat lidem, ale schůzky Josephu neškodí, naopak jej často obohacují - hosté se k němu chovají jako k řádnému člověku. Vrchní sestra však poukazuje na některé typy, v jejichž očích je jen stvůrou. Upřímný zájem projeví divadelní herečka Madge Kendalová, která panu Merrickovi předčítá pasáže ze hry Romeo a Julie.
Zkazky o citlivé péči a přístupu nemocnice k Merrickovi se dostanou až do královského dvora, odkud je též vyjádřena podpora. I díky ní dostane pan Merrick v nemocnici trvalý pobyt.
Avšak jeden z nemocničních zřízenců vidí v Josephu možnost, jak se obohatit. Vybere v hospodě peníze od zdejší pokleslé společnosti a vezme několik mužů a žen na prohlídku. Ve skupince je i majitel cirkusové pouti Bytes. Zvrhlá společnost vtrhne v noci k Merrickovi na pokoj a kochá se jeho vzezřením. Ačkoli mu neublíží fyzicky, dá mu pocítit mentální bolesti neskrývaným odporem a ponižováním. Když parta odejde, ukrytý Bytes využije příležitost a unese Josepha Merricka. Odjíždí s ním mimo Anglii na evropský kontinent.
Merick zažívá opět surové zacházení a jednoho dne se zhroutí na pódiu. Bytes ho strčí do oddělené klece vedle paviánů, odkud jej v noci pustí ostatní členové kabinetu kuriozit a pomohou mu utéci. Joseph Merrick se sám vrací lodí a pak vlakem do Londýna s kápí přes hlavu. Na londýnském nádraží se stane terčem kluků, kteří jej pronásledují. Joseph nechtěně srazí malou holčičku a prchá. Dav je mu v patách, dostihne jej už bez kápě na toaletách. Joseph Merrick se brání, křičí:
„Nejsem slon! Jsem lidská bytost! Jsem - člověk!“
Vzrušený dav se zarazí a na místo přichází policie. Merrick je odveden do nemocnice a setkává se zde se svými přáteli. Zjistí se, že pomalu umírá na chronickou obstrukční plicní nemoc (bronchitidu). Dokáže v pokoji sestavit model katedrály, jejíž věž vidí z otevřeného okna. V doprovodu přátel navštíví divadelní představení, které členové divadla věnují přímo jemu. Vyprodaný sál mu vestoje aplauduje.
V nemocničním pokoji večer odstraní polštář, který používá ke spánku ve vzpřímené pozici (vzhledem k postižení nemůže bez rizika spát klasicky vleže), lehne si do postele a umírá s výjevem své matky pronášející uklidňující slova „Nic nezemře“.